# Goodia hierax
Goodia hierax är en fjärilsart som beskrevs av Jordan 1922. Goodia hierax ingår i släktet Goodia och familjen påfågelsspinnare. Inga underarter finns listade i Catalogue of Life.